# Rabaçal (Mêda)
Rabaçal es una freguesia portuguesa del concelho de Mêda, en el distrito de Guarda, con 13,58 km² de superficie y 278 habitantes (2011). Su densidad de población es de 20,5 hab/km².
Situada en el extremo sur del concelho de Mêda, a unos 15 km de su sede y lindando ya con el de Trancoso, la freguesia de Rabaçal perteneció tradicionalmente al concelho de Marialva, y al ser este disuelto, a mediados del siglo XIX, se integró en el de Vila Nova de Foz Côa, hasta pasar en 1872 al de Mêda, siguiendo siempre la suerte de Marialva.